# Halls kyrka
Halls kyrka är en kyrkobyggnad på Gotland.

## Kyrkobyggnaden
Den murade kyrkan består av långhus med smalare rakt avslutat kor i öster, kraftigt kyrktorn i väster samt sakristia på nordsidan. Långhus och kor har troligen uppförts under 1200-talets andra fjärdedel. Tornet tillfogades vid slutet av samma århundrade. Sakristian tillkom 1899. Kyrkan, som har vitputsade fasader, täcks av sadeltak (högre över långhuset och lägre över koret). Tornet har parställda, kolonettförsedda ljudgluggar och åttkantig tornspira. Koret pryds av en romansk rundbågeportal i söder, medan långhusportalen, som är byggd i samband med tornet, uppvisar ett mer gotiskt formspråk. Långhuset täcks i interiören av fyra kryssvalv, vilka uppbärs av en kraftig mittkolonn, medan kor och tornrum har varsitt tältvalv och sakristian är tunnvälvd. En spetsbågig muröppning sammanbinder långhuset med tornrummet (vilket är nästan lika stort som långhuset); korets triumfbåge är låg och relativt smal. Östväggens smala rundbågefönster är ursprungligt. Vid en restaurering 1956 (arkitekt Nils Arne Rosén) framtogs medeltida kalkmålningar från 1200- och 1300-talet; en målning på korets södra mur är däremot daterad 1603.

## Inventarier
- Dopfunten är från 1200-talet.
- Altaruppsatsen är från 1600-talet.
- Predikstolen är från 1619 och bemålades på 1700-talet då även större delen av bänkinredningen bemålades.
- Epitafium över Elisabeth Persdotter Lyth (c:a 1632–1652)

### Orgel
- Tidigare fanns ett harmonium med en manual.
- Nuvarande orgel byggdes 1992 av J. Künkels Orgelverkstad.

## Omgivning
- Halls kyrka omgärdas av en mur med två bevarade medeltida stigluckor, vars förband med muren tyder på medeltida ursprung.